# Lillestrøm Sportsklubb 2013
Questa voce raccoglie le informazioni riguardanti il Lillestrøm Sportsklubb nelle competizioni ufficiali della stagione 2013.

## Stagione
Il Lillestrøm chiuse la stagione al 10º posto in classifica, mentre l'avventura nella Coppa di Norvegia 2013 si chiuse in semifinale, con l'eliminazione per mano del Molde. Il calciatore più utilizzato in stagione fu Pálmi Rafn Pálmason, con 36 presenze (30 in campionato e 6 in coppa). Petter Vaagan Moen fu invece il miglior marcatore con 12 reti (8 in campionato e 4 in coppa).

## Maglie e sponsor
Lo sponsor tecnico per la stagione 2013 fu Legea, mentre lo sponsor ufficiale fu Nordea. La divisa casalinga fu composta da una maglietta gialla con inserti neri, pantaloncini neri e calzettoni gialli. Quella da trasferta era invece totalmente rossa, con inserti bianchi.
| Casa | Trasferta |

## Rosa
| N. |                     | Ruolo | Calciatore          |
| -- | ------------------- | ----- | ------------------- |
| 1  | Norvegia (bandiera) | P     | Kenneth Udjus       |
| 2  | Norvegia (bandiera) | D     | Anders Østli        |
| 3  | Norvegia (bandiera) | D     | Isak Scheel         |
| 4  | Norvegia (bandiera) | C     | Ruben Gabrielsen    |
| 5  | Norvegia (bandiera) | D     | Simen Nordermoen    |
| 6  | Austria (bandiera)  | D     | Thomas Piermayr     |
| 6  | Norvegia (bandiera) | C     | Joakim Holmedal     |
| 7  | Svezia (bandiera)   | C     | Johan Andersson     |
| 8  | Norvegia (bandiera) | C     | Bjørn Helge Riise   |
| 9  | Norvegia (bandiera) | A     | Fredrik Gulbrandsen |
| 10 | Norvegia (bandiera) | C     | Petter Vaagan Moen  |
| 11 | Norvegia (bandiera) | C     | Erling Knudtzon     |
| 12 | Norvegia (bandiera) | P     | Jon Knudsen         |
| 13 | Norvegia (bandiera) | D     | Frode Kippe         |
| 14 | Islanda (bandiera)  | C     | Pálmi Rafn Pálmason |

| N. |                           | Ruolo | Calciatore          |
| -- | ------------------------- | ----- | ------------------- |
| 15 | Norvegia (bandiera)       | D     | Magnar Ødegaard     |
| 16 | Norvegia (bandiera)       | C     | Ohi Omoijuanfo      |
| 17 | Norvegia (bandiera)       | C     | Erik Mjelde         |
| 18 | Norvegia (bandiera)       | C     | Markus Furseth      |
| 19 | Norvegia (bandiera)       | A     | Joachim Osvold      |
| 20 | Norvegia (bandiera)       | D     | Stian Ringstad      |
| 21 | Costa d'Avorio (bandiera) | A     | Moryké Fofana       |
| 22 | Norvegia (bandiera)       | A     | Thorstein Helstad   |
| 23 | Nigeria (bandiera)        | A     | Fred Friday         |
| 24 | Norvegia (bandiera)       | D     | Marius Høibråten    |
| 27 | Svezia (bandiera)         | D     | Fredrik Stoor       |
| 30 | Norvegia (bandiera)       | D     | Kevin Echem         |
| 32 | Norvegia (bandiera)       | C     | Mohamed Ofkir       |
| 33 | Norvegia (bandiera)       | P     | Stian Christensen   |
| 77 | Kenya (bandiera)          | P     | Arnold Origi Otieno |

## Calciomercato

### Sessione invernale(dal 01/01 al 31/03)
| Acquisti         | Acquisti            | Acquisti        | Acquisti      |
| R.               | Nome                | da              | Modalità      |
| ---------------- | ------------------- | --------------- | ------------- |
| P                | Arnold Origi Otieno | Ullensaker/Kisa | definitivo    |
| P                | Kenneth Udjus       |                 | svincolato    |
| D                | Marius Høibråten    | Strømmen        | fine prestito |
| D                | Isak Scheel         | Bærum           | fine prestito |
| D                | Fredrik Stoor       | Vålerenga       | definitivo    |
| C                | Erik Mjelde         | Brann           | definitivo    |
| Altre operazioni |                     |                 |               |
| R.               | Nome                | da              | Modalità      |
| C                | Erik Midtgarden     | Mjøndalen       | fine prestito |
| A                | Nicolay Solberg     | Sarpsborg 08    | fine prestito |

| Cessioni         | Cessioni          | Cessioni           | Cessioni      |
| R.               | Nome              | a                  | Modalità      |
| ---------------- | ----------------- | ------------------ | ------------- |
| P                | Sead Ramović      |                    | svincolato    |
| P                | Lasse Staw        |                    | svincolato    |
| D                | Espen Nystuen     |                    | svincolato    |
| C                | Henning Hauger    | Hannover 96        | fine prestito |
| C                | Erik Midtgarden   | Hønefoss           | prestito      |
| C                | Effiom Otu-Bassey |                    | svincolato    |
| C                | Espen Søgård      |                    | svincolato    |
| C                | Guy Toindouba     |                    | svincolato    |
| A                | Mathis Bolly      | Fortuna Düsseldorf | definitivo    |
| A                | Nicolay Solberg   | Fredrikstad        | definitivo    |
| Altre operazioni |                   |                    |               |
| R.               | Nome              | da                 | Modalità      |
| D                | Fredrik Stoor     | Vålerenga          | fine prestito |

### Trasferimenti tra le due sessioni
| Acquisti | Acquisti    | Acquisti | Acquisti   |
| R.       | Nome        | da       | Modalità   |
| -------- | ----------- | -------- | ---------- |
| P        | Jon Knudsen |          | svincolato |

| Cessioni | Cessioni | Cessioni | Cessioni |
| R.       | Nome     | a        | Modalità |
| -------- | -------- | -------- | -------- |

### Sessione estiva(dal 15/07 al 10/08)
| Acquisti | Acquisti        | Acquisti | Acquisti   |
| R.       | Nome            | da       | Modalità   |
| -------- | --------------- | -------- | ---------- |
| D        | Magnar Ødegaard | Molde    | prestito   |
| D        | Thomas Piermayr |          | svincolato |

| Cessioni | Cessioni            | Cessioni | Cessioni   |
| R.       | Nome                | a        | Modalità   |
| -------- | ------------------- | -------- | ---------- |
| A        | Fredrik Gulbrandsen | Molde    | definitivo |

## Risultati

### Eliteserien

#### Girone di andata
| Arbitro: | Johnsen (Tønsberg) |

|                                    |           |                     |
| Vaagan Moen 62’ (rig.) Helstad 65’ | Marcatori | 7’, 60’ Elyounoussi |

| Arbitro: | Kjensli (Oslo) |

|            |           |                           |
| Toivio 71’ | Marcatori | 14’ Vaagan Moen 77’ Kippe |

| Arbitro: | Hafsås (Trondheim) |

|  |           |             |
|  | Marcatori | 44’ Bjørdal |

| Arbitro: | Staberg (Harstad) |

|                             |           |  |
| Vaagan Moen 58’ Helstad 62’ | Marcatori |  |

| Arbitro: | Sandmoen (Kjelsås) |

|            |           |  |
| Kovács 38’ | Marcatori |  |

| Arbitro: | Johansen (Brevik) |

|                                                 |           |                             |
| Pálmason 25’ Vaagan Moen 54’ (rig.) Helstad 56’ | Marcatori | 22’ Castro 41’ Vilhjálmsson |

| Arbitro: | Moen (Haugesund) |

|                       |           |                 |
| Johnsen 36’ Shala 74’ | Marcatori | 13’ Vaagan Moen |

| Arbitro: | Kjensli (Oslo) |

|                                       |           |                          |
| Omoijuanfo 65’ Vaagan Moen 74’ (rig.) | Marcatori | 22’ Patronen 37’ Valsvik |

| Arbitro: | Nilsen (Oslo) |

|                                                                                    |           |               |
| Scheel 2’ (aut.) James 41’ Ulvestad 45’ Carlsen 59’ Hamdallah 69’ (rig.), 77’, 82’ | Marcatori | 6’ Omoijuanfo |

| Arbitro: | Hagen (Grue) |

|                             |           |                       |
| Pálmason 29’ Omoijuanfo 46’ | Marcatori | 56’ Helle 69’ Høiland |

| Arbitro: | Sælen (Bergen) |

|            |           |  |
| Kaland 50’ | Marcatori |  |

| Arbitro: | Helgerud (Lier) |

|                                       |           |  |
| Riise 3’ Gulbrandsen 63’ Knudtzon 88’ | Marcatori |  |

| Arbitro: | Berntsen (Vang) |

|                            |           |  |
| Prijović 79’ Bendiksen 90’ | Marcatori |  |

| Arbitro: | Moen (Haugesund) |

|  |           |                      |
|  | Marcatori | 56’ (aut.) Andersson |

| Arbitro: | Sælen (Bergen) |

|              |           |  |
| Chibuike 64’ | Marcatori |  |

#### Girone di ritorno
| Arbitro: | Hagen (Grue) |

|  |           |                 |
|  | Marcatori | 75’ Gulbrandsen |

| Arbitro: | Hafsås (Trondheim) |

|                       |           |  |
| Riise 41’ Helstad 71’ | Marcatori |  |

| Arbitro: | Sandmoen (Kjelsås) |

|                            |           |                           |
| Sulimani 56’ Ingelsten 72’ | Marcatori | 29’ Knudtzon 48’ Pálmason |

| Arbitro: | Hagen (Grue) |

|           |           |           |
| Askar 82’ | Marcatori | 41’ Riise |

| Arbitro: | Skjerven (Kaupanger) |

|                    |           |            |
| Vilsvik 90’ (aut.) | Marcatori | 61’ Kamara |

| Arbitro: | Hafsås (Trondheim) |

|            |           |           |
| Børven 42’ | Marcatori | 12’ Østli |

| Arbitro: | Sandmoen (Kjelsås) |

|                   |           |  |
| Jensen 41’ (aut.) | Marcatori |  |

| Arbitro: | Hafsås (Trondheim) |

|          |           |                               |
| Mane 22’ | Marcatori | 16’ Vaagan Moen 24’ Andersson |

| Arbitro: | Edvartsen (Hamar) |

|           |           |                        |
| Kippe 15’ | Marcatori | 51’ Vendelbo 54’ Riski |

| Arbitro: | Berntsen (Vang) |

|                  |           |            |
| Þorsteinsson 23’ | Marcatori | 90’ Mjelde |

| Arbitro: | Nilsen (Oslo) |

|             |           |               |
| Helstad 74’ | Marcatori | 65’ Arnefjord |

| Arbitro: | Helgerud (Lier) |

|                                  |           |                            |
| Haukås 8’ Gytkjær 17’ Nilsen 53’ | Marcatori | 23’ Mjelde 46’ Vaagan Moen |

| Arbitro: | Hansen (Feda) |

|                                 |           |                           |
| Fojut 23’ (aut.) Riise 81’, 90’ | Marcatori | 26’ Andersen 45’ Ondrásek |

| Arbitro: | Helgerud (Lier) |

|             |           |  |
| Mathisen 6’ | Marcatori |  |

| Arbitro: | Berntsen (Vang) |

|  |           |                             |
|  | Marcatori | 7’, 72’ Chibuike 18’ Jensen |

### Coppa di Norvegia
| Skedsmo 17 aprile 2013, ore 18:00 Primo turno                           | Skedsmo   | 0 – 4 referto                         | Lillestrøm | Skedsmo Stadion (1.500 spett.) |
| \| \| \| \| \| \| Marcatori \| 1’, 23’ Pálmason 34’, 65’ Gulbrandsen \| |           |                                       |            |                                |
|                                                                         |           |                                       |            |                                |
|                                                                         | Marcatori | 1’, 23’ Pálmason 34’, 65’ Gulbrandsen |            |                                |

| Arbitro: | Ahlsen |

|                       |           |                                                       |
| Hatlén 53’ Jensen 65’ | Marcatori | 19’ Riise 42’ Andersson 117’, 119’ (rig.) Vaagan Moen |

| Arbitro: | Eskås |

|  |           |                                  |
|  | Marcatori | 55’ (rig.) Vaagan Moen 82’ Østli |

| Arbitro: | Sælen (Bergen) |

|                              |           |  |
| Vaagan Moen 100’ Fofana 118’ | Marcatori |  |

| Arbitro: | Hafsås (Trondheim) |

|  |           |              |
|  | Marcatori | 71’ Pálmason |

| Arbitro: | Hagen (Grue) |

|                                          |                      |                                       |
| Pálmason 30’ Østli 56’                   | Marcatori            | 34’, 90’ Hoseth                       |
| Vaagan Moen Riise Helstad Kippe Piermayr | Tiri di rigore 4 – 5 | Hoseth Forren Hovland Høiland Hussain |

## Statistiche

### Statistiche di squadra
| Competizione      | Punti | In casa | In casa | In casa | In casa | In casa | In casa | In trasferta | In trasferta | In trasferta | In trasferta | In trasferta | In trasferta | Totale | Totale | Totale | Totale | Totale | Totale | DR  |
| Competizione      | Punti | G       | V       | N       | P       | Gf      | Gs      | G            | V            | N            | P            | Gf           | Gs           | G      | V      | N      | P      | Gf     | Gs     | DR  |
| ----------------- | ----- | ------- | ------- | ------- | ------- | ------- | ------- | ------------ | ------------ | ------------ | ------------ | ------------ | ------------ | ------ | ------ | ------ | ------ | ------ | ------ | --- |
| Eliteserien       | 36    | 15      | 6       | 5       | 4       | 23      | 19      | 15           | 3            | 4            | 8            | 14           | 25           | 30     | 9      | 9      | 12     | 37     | 44     | -7  |
| Coppa di Norvegia | -     | 2       | 1       | 1       | 0       | 4       | 2       | 4            | 4            | 0            | 0            | 11           | 2            | 6      | 5      | 1      | 0      | 15     | 4      | +11 |
| Totale            | -     | 17      | 7       | 6       | 4       | 27      | 21      | 19           | 7            | 4            | 8            | 25           | 27           | 36     | 14     | 10     | 12     | 52     | 48     | +4  |

### Statistiche dei giocatori
| Giocatore       | Eliteserien | Eliteserien | Eliteserien | Eliteserien | Coppa di Norvegia | Coppa di Norvegia | Coppa di Norvegia | Coppa di Norvegia | Totale   | Totale | Totale      | Totale     |
| Giocatore       | Presenze    | Reti        | Ammonizioni | Espulsioni  | Presenze          | Reti              | Ammonizioni       | Espulsioni        | Presenze | Reti   | Ammonizioni | Espulsioni |
| --------------- | ----------- | ----------- | ----------- | ----------- | ----------------- | ----------------- | ----------------- | ----------------- | -------- | ------ | ----------- | ---------- |
| J. Andersson    | 29          | 1           | 2           | 0           | 5                 | 1                 | 0                 | 0                 | 34       | 2      | 2           | 0          |
| S. Christensen  | 0           | 0           | 0           | 0           | 0                 | 0                 | 0                 | 0                 | 0        | 0      | 0           | 0          |
| K. Echem        | 0           | 0           | 0           | 0           | 0                 | 0                 | 0                 | 0                 | 0        | 0      | 0           | 0          |
| M. Fofana       | 25          | 0           | 1           | 0           | 6                 | 1                 | 1                 | 0                 | 31       | 1      | 2           | 0          |
| F. Friday       | 3           | 0           | 0           | 0           | 0                 | 0                 | 0                 | 0                 | 3        | 0      | 0           | 0          |
| M. Furseth      | 1           | 0           | 0           | 0           | 0                 | 0                 | 0                 | 0                 | 1        | 0      | 0           | 0          |
| R. Gabrielsen   | 0           | 0           | 0           | 0           | 0                 | 0                 | 0                 | 0                 | 0        | 0      | 0           | 0          |
| F. Gulbrandsen  | 15          | 2           | 1           | 0           | 3                 | 0                 | 1                 | 0                 | 18       | 2      | 2           | 0          |
| T. Helstad      | 22          | 5           | 0           | 0           | 3                 | 0                 | 0                 | 0                 | 25       | 5      | 0           | 0          |
| M. Høibråten    | 10          | 0           | 1           | 0           | 2                 | 0                 | 0                 | 0                 | 12       | 0      | 1           | 0          |
| J. Holmedal     | 0           | 0           | 0           | 0           | 0                 | 0                 | 0                 | 0                 | 0        | 0      | 0           | 0          |
| F. Kippe        | 24          | 2           | 2           | 1           | 5                 | 0                 | 1                 | 0                 | 29       | 2      | 3           | 1          |
| J. Knudsen      | 0           | 0           | 0           | 0           | 2                 | 0                 | 0                 | 0                 | 2        | 0      | 0           | 0          |
| E. Knudtzon     | 23          | 2           | 1           | 0           | 5                 | 0                 | 0                 | 0                 | 28       | 2      | 1           | 0          |
| E. Mjelde       | 25          | 2           | 3           | 0           | 3                 | 0                 | 0                 | 0                 | 28       | 2      | 3           | 0          |
| S. Nordermoen   | 1           | 0           | 0           | 0           | 0                 | 0                 | 0                 | 0                 | 1        | 0      | 0           | 0          |
| M. Ødegaard     | 1           | 0           | 0           | 0           | 0                 | 0                 | 0                 | 0                 | 1        | 0      | 0           | 0          |
| M. Ofkir        | 0           | 0           | 0           | 0           | 0                 | 0                 | 0                 | 0                 | 0        | 0      | 0           | 0          |
| O. Omoijuanfo   | 19          | 3           | 0           | 0           | 5                 | 0                 | 0                 | 0                 | 24       | 3      | 0           | 0          |
| A. Origi Otieno | 10          | 0           | 1           | 0           | 3                 | 0                 | 0                 | 0                 | 13       | 0      | 1           | 0          |
| A. Østli        | 30          | 1           | 2           | 0           | 5                 | 2                 | 1                 | 0                 | 35       | 3      | 3           | 0          |
| J. Osvold       | 2           | 0           | 0           | 0           | 1                 | 0                 | 0                 | 0                 | 3        | 0      | 0           | 0          |
| P. Pálmason     | 30          | 3           | 2           | 0           | 6                 | 4                 | 0                 | 0                 | 36       | 7      | 2           | 0          |
| T. Piermayr     | 10          | 0           | 0           | 0           | 1                 | 0                 | 0                 | 0                 | 11       | 0      | 0           | 0          |
| B. Riise        | 29          | 5           | 3           | 0           | 6                 | 1                 | 1                 | 0                 | 35       | 6      | 4           | 0          |
| S. Ringstad     | 23          | 0           | 0           | 0           | 5                 | 0                 | 0                 | 0                 | 28       | 0      | 0           | 0          |
| I. Scheel       | 4           | 0           | 0           | 0           | 1                 | 0                 | 0                 | 0                 | 5        | 0      | 0           | 0          |
| F. Stoor        | 23          | 0           | 3           | 0           | 5                 | 0                 | 0                 | 0                 | 28       | 0      | 3           | 0          |
| K. Udjus        | 22          | 0           | 2           | 0           | 1                 | 0                 | 0                 | 0                 | 23       | 0      | 2           | 0          |
| P. Vaagan Moen  | 27          | 8           | 7           | 0           | 5                 | 4                 | 1                 | 0                 | 32       | 12     | 8           | 0          |